# 서정 (배우)
서정(1972년 6월 10일 ~ )은 대한민국의 배우이다. 1998년 《눈물》에 출연하며 연기 활동을 시작했다. 이후 단편 영화와 독립 영화에 출연하며 활동하다가 2000년 개봉한 이창동 감독의 영화 《박하사탕》에서 작은 역할을 맡으며 상업 영화에 첫 출연했다. 같은 해 개봉한 김기덕 감독의 영화 《섬》으로 주목을 받으며 이듬해인 2001년 판타스포르투와 시네마닐라 국제 영화제에서 여우주연상을 수상했고 백상예술대상 영화부문 신인연기상, 황금촬영상 신인여우상도 수상했다. 이후 출연작으로는 영화 《거미숲》(2004년), 《녹색의자》(2005년), 《경계》(2007년), 《모피를 입은 비너스》(2012년), 드라마 《로펌》(2001년)이 있다.

## 삶과 경력

### 어린 시절과 단편, 독립 영화 시기의 활동
서정은스물 세 살 무렵부터 단편 영화 제작에 참여하다가 임창재 감독의 단편 영화 《눈물》(1998년), 《아쿠아 레퀴엠》(1999년)에도 출연했다.

### 첫 상업 영화 출연과 이후 2000년대의 활동

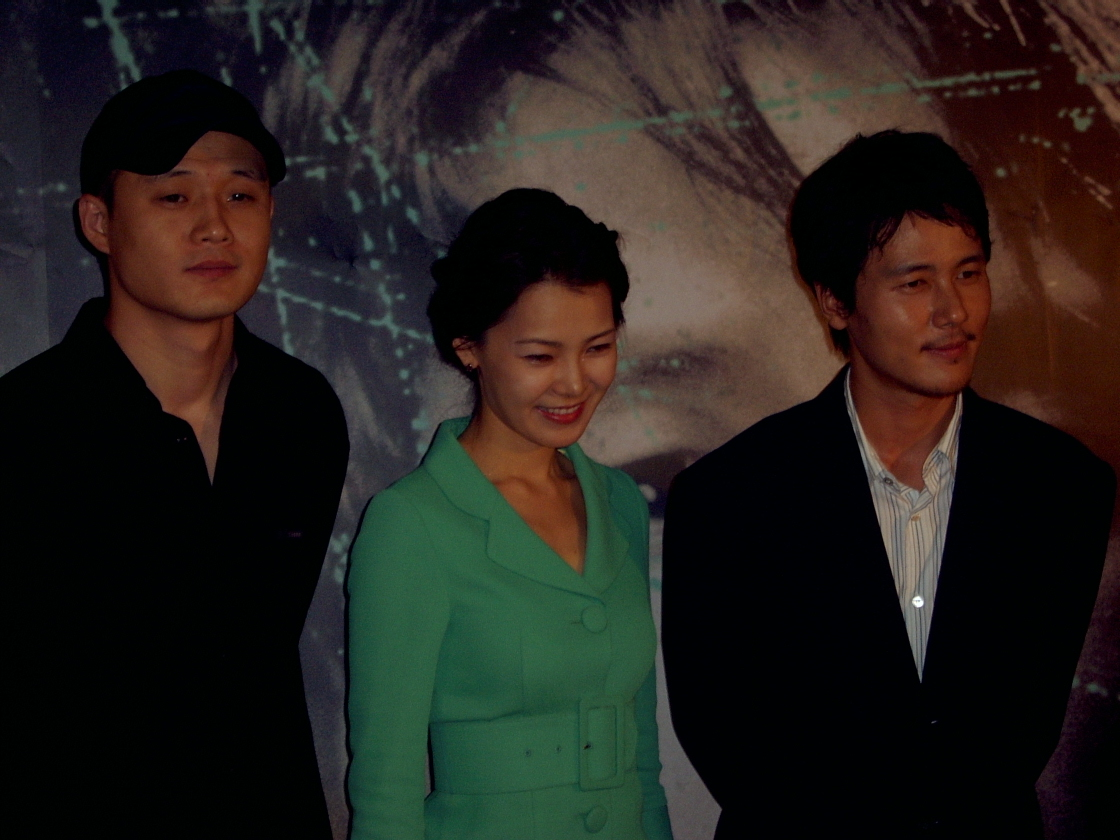
2004년 7월 영화 《거미숲》 기자시사회에 참석한 송일곤 감독과 서정, 감우성.

서정은 2000년 1월 개봉한 이창동 감독의 영화 《박하사탕》에서 가구점 사장 김영호(설경구 분)의 가구점에서 일하는 직원 미스 리 역(조연)을 맡으며 상업 영화에 첫 출연했다.  무명 배우이던 서정은 같은 해 4월 개봉한 김기덕 감독의 영화 《섬》에 주연인 저수지 낚시터 여주인 희진 역으로 출연하며 이름을 알렸다.서정은 《섬》 개봉 후 같은 해 제4회 부천국제판타스틱영화제에 단편 경쟁부문 심사위원으로 참여했고, 《섬》이 2000년 베네치아 국제 영화제 장편 경쟁부문과 2001년 선댄스 영화제 월드시네마 부문 등 국제 영화제에 초청되면서 해외 영화제에도 다녀왔다. 서정은 이 작품으로 2001년 판타스포르투와 시네마닐라 국제 영화제에서 여우주연상을 수상했고, 백상예술대상 영화부문 신인연기상, 황금촬영상 신인여우상도 수상했다.
서정은 《섬》 이후 2001년 6월부터 방송된 SBS 드라마 《로펌》에 변호사 윤진 역으로 캐스팅되어 텔레비전 드라마에 첫 출연했다. 서정은 다음 해인 2002년 4월 이정국 감독의 영화 《두 여자 이야기》를 원작으로 한 연극 《두 여자》에 배우 김지숙(영순 역)과 함께 주연으로 캐스팅되어 경자 역으로 출연하며 연극 무대에도 데뷔했다.
서정의 다음 출연작은 2003년작으로 32세 이혼녀와 19세 미성년자의 사랑을 그린 박철수 감독의 영화 《녹색의자》였다. 그녀는 이 작품에서 심지호(서현 역)의 상대역인 이혼녀 김문희를 연기했다. 2005년 선댄스 영화제 경쟁부문과 베를린 국제 영화제 파노라마 부문에 초청되기도 한 이 작품은 2년 후인 2005년 6월 개봉했다. 《녹색의자》 이후 출연작으로 《녹색의자》보다 앞선 2004년 9월 개봉한 《거미숲》에서는 강민(감우성 분)의 아내 서은아와 사진관 주인 민수인 역을 맡아 1인 2역을 연기했다. 이후 2006년 서정은 한국-몽골 합작영화 《경계》에 캐스팅됐다. 그녀가 탈북여성 최순희를 연기한 《경계》는 2007년 베를린 국제 영화제 경쟁부문에 초청됐으며 같은 해 11월 개봉했다.

### 2010년대의 활동
서정은 2012년 7월 개봉한 영화 《모피를 입은 비너스》에 구주원 역으로 출연하며 약 5년 만에 영화에 출연했다. 이 영화는 오스트리아의 작가 레오폴트 폰 자허마조흐의 동명 소설을 원작으로 한 작품이다.

## 출연 작품

### 영화
| 연도 | 제목               | 역할          | 비고                           |
| ---- | ------------------ | ------------- | ------------------------------ |
| 1998 | 눈물               | (출연)        | 단편영화                       |
| 2000 | 박하사탕           | 미스 리       | 1999년 부산국제영화제 개막작   |
| 2000 | 섬                 | 희진          |                                |
| 2004 | 거미숲             | 민수인/서은아 | 1인2역                         |
| 2005 | 녹색의자           | 김문희        |                                |
| 2007 | 경계               | 최순희        | 《히야쯔가르》로도 알려져 있음 |
| 2009 | 바람의 노래        | 여배우        | 독립영화 우정출연              |
| 2012 | 모피를 입은 비너스 | 구주원        |                                |

### 드라마
- 2001년 SBS 드라마스페셜 《로펌》 ... 윤진 역
- 2003년 KBS2 단막극 《드라마시티 - 컴백홈 경자씨》 ... 나경자 역

### 연극
- 2002년 《두 여자》 - 경자 역

## 수상 및 후보
| 연도 | 시상식                       | 부문                | 작품 | 결과 | 출처   |
| ---- | ---------------------------- | ------------------- | ---- | ---- | ------ |
| 2001 | 제21회 판타스포르투          | 여우주연상          | 섬   | 수상 | [ 12 ] |
| 2001 | 제37회 백상예술대상          | 영화부문 신인연기상 | 섬   | 수상 | [ 14 ] |
| 2001 | 제24회 황금촬영상            | 신인여우상          | 섬   | 수상 | [ 15 ] |
| 2001 | 제38회 대종상영화제          | 신인여우상          | 섬   | 후보 | [ 28 ] |
| 2001 | 제3회 시네마닐라 국제 영화제 | 여우주연상          | 섬   | 수상 | [ 13 ] |

### 내용주
1. ↑  서정은 첫 출연작인 단편 영화 《탈-순정지대》에 본명인 이신정으로 출연하였다.[2]
2. ↑  희진으로 출연

### 참조주
1. ↑  한국영상자료원. “KMDb - 서정”. 《한국영화데이터베이스》. 2015년 6월 23일에 확인함.
2. ↑  인디스토리. “제작&배급작 > 단편영화 > 탈 순정지대”. 《인디스토리》. 2015년 3월 31일에 확인함. 캐스트 이혁래 최윤규 이신정
3. ↑  이지형 (2001년 6월 3일). “[방송] SBS ‘로펌’ 변호사역 서정”. 《조선일보》. 2015년 3월 31일에 확인함.
4. 1 2  이영진 (2000년 4월 11일). “충무로의 섬, 독립영화의 대지, <섬>의 서정”. 《씨네21》 (247): 72~73. ISSN 1228-4025. 2015년 3월 28일에 확인함.
5. ↑  “개성있는 새얼굴 스크린 누빈다”. 《경향신문》. 1999년 8월 13일. 27면. 2015년 3월 28일에 확인함.
6. ↑  이성구 (2000년 4월 13일). “[주말스크린]'섬' .. 굴절된 욕망...삶을 향한 몸짓”. 《한국경제》. 2015년 3월 28일에 확인함.
7. ↑  이영기 (2000년 4월 17일). “[새영화] 김기덕 감독의 '섬'”. 《중앙일보》. 2015년 3월 28일에 확인함.
8. ↑  金重基 (2000년 6월 17일). “제4회 부천 국제판타스틱 영화제”. 《매일신문》 (대구). 2015년 3월 28일에 원본 문서에서 보존된 문서. 2015년 3월 28일에 확인함.
9. ↑  이명조 (2000년 8월 10일). “베니스영화제 30일 개막”. 《연합뉴스》. 2015년 4월 1일에 확인함.
10. ↑  오현정 (2000년 12월 9일). “[섬] 베니스에 이어 선댄스로”. 《무비스트》. 2015년 4월 1일에 확인함.
11. ↑  김민경 (2007년 10월 31일). “[서정] 감정이 말라 비틀어질 정도로 꾹꾹 눌렀어요”. 《씨네21》. 2015년 3월 28일에 확인함.
12. 1 2  황수정 (2001년 3월 8일). “‘섬’서정 여우주연상”. 《서울신문》. 19면. 2015년 3월 27일에 확인함.
13. 1 2  (영어) Cinemanila International Film Festival. “ROLL OF HONOR : Cinemanila International Film Festival”. 《Cinemanila International Film Festival》. 2015년 4월 2일에 원본 문서에서 보존된 문서. 2015년 3월 27일에 확인함.
14. 1 2  백상예술대상. “백상예술대상 > 역대수상 > 37회수상자·작품”. 《백상예술대상》. 2015년 4월 2일에 원본 문서에서 보존된 문서. 2015년 3월 27일에 확인함.
15. 1 2  한국영화촬영감독협회. “한국영화촬영감독협회 > 협회업무 > 황금촬영상”. 《한국영화촬영감독협회》. 2014년 5월 14일에 원본 문서에서 보존된 문서. 2015년 3월 27일에 확인함.
16. ↑  정성호 (2002년 4월 16일). “김지숙-서정의 연극 「두 여자」”. 《연합뉴스》. 2015년 4월 2일에 확인함.
17. ↑  조희숙 (2002년 5월 15일). “2인극 <두 여자>의 두 주인공 김지숙과 서정이 말하는 여자들의 삶과 우정’”. 《여성동아》. 2015년 4월 2일에 원본 문서에서 보존된 문서. 2015년 4월 1일에 확인함.
18. ↑  우승현 (2005년 5월 30일). “야하지 않은 ＇금지된 사랑＇”. 《문화일보》. 2015년 4월 2일에 확인함.
19. ↑  김병규 (2004년 11월 30일). “'녹색의자', '여자,정혜' 선댄스 경쟁부문 초청”. 《연합뉴스》. 2015년 4월 2일에 확인함.
20. ↑  김병규 (2005년 1월 28일). “'녹색의자', 베를린영화제 파노라마 초청”. 《연합뉴스》. 2015년 4월 2일에 확인함.
21. ↑  김병규 (2005년 4월 25일). “박철수 감독 '녹색의자' 6월10일 개봉”. 《연합뉴스》. 2015년 4월 2일에 확인함.
22. ↑  김철연 (2003년 12월 16일). “<거미숲> 서정, 1인 2역 연기변신”. 《코리아필름》. 2015년 4월 2일에 확인함.
23. ↑  이승재 (2004년 9월 1일). “[씨네리뷰]기억의 미로에서 길 찾기… ‘거미숲’”. 《동아일보》. 2015년 4월 2일에 확인함.
24. ↑  정상흔 (2006년 2월 1일). “서정, 한국-몽골 합작영화 '히야쯔가르' 주연 캐스팅”. 《스타뉴스》. 2015년 4월 2일에 확인함.
25. ↑  오정연 (2007년 2월 18일). “베를린에서 공개된 장률 감독의 <히야쯔가르>”. 《씨네21》. 2015년 4월 2일에 확인함.
26. ↑  “장률 감독 신작 ‘경계’ 11월 8일 개봉”. 《뉴스와이어》. 2007년 10월 4일. 2015년 4월 2일에 확인함.
27. ↑  송광호 (2012년 7월 8일). “<새영화> '모피를 입은 비너스'”. 《연합뉴스》. 2015년 4월 2일에 확인함.
28. ↑  대종상영화제 사무국. “대종상영화제 > 역대 노미네이트 > 38TH”. 《대종상영화제》. 2015년 4월 2일에 원본 문서에서 보존된 문서. 2015년 3월 27일에 확인함.